# وارن مورتن واشنطن
وارن مورتن واشنطن (بالإنجليزية: Warren M. Washington)‏ هو أستاذ جامعي أمريكي، ولد في 28 أغسطس 1936 في بورتلاند في الولايات المتحدة.